# La máquina del tiempo
La máquina del tiempo è un album in studio del gruppo musicale cileno Inti-Illimani, pubblicato nel 2013.

## Descrizione
Come ben evidenziato dalla copertina, dove compare un grosso timbro di ceralacca con su scritto "45 años", questo disco nasce con l'obiettivo di celebrare i 45 anni di attività del gruppo.
Come indicato nell'introduzione al disco, leggibile nell'interno della copertina e attribuita al gruppo stesso, l'idea è stata quella di festeggiare l'anniversario collaborando con altri artisti: "cari amici, meravigliosi creatori e interpreti, compagni di viaggio con i quali abbiamo costruito storie diverse" ("queridisimos amigos, maravillosos creadores e interpretes, compañeros de ruta con los que hemos construido distinta historias"). 
Nel doppio album si alternano brani storici del gruppo, reinterpretati insieme a vari ospiti, e brani appartenenti al repertorio di tali artisti, rivisitati dagli autori insieme agli Inti-Illimani. Fa eccezione il brano La siembra, l'unico del tutto inedito, scritto e interpretato dagli Inti-Illimani insieme a Nano Stern.
Il disco è stato registrato in studio dal vivo in soli due giorni dal 20 al 21 agosto 2012. Per testimoniare l'atmosfera delle registrazioni sono state lasciate, in testa o in coda alle varie tracce, alcuni brevi dialoghi tra i musicisti colti al volo subito prima o subito dopo la realizzazione dei brani. Il disco è stato pubblicato in formato CD nel 2013 dall'etichetta cilena Alerce. Ai due CD è inoltre allegato un DVD contenente il videoclip de La siembra e un breve making of del video stesso con interviste ad alcuni componenti degli Inti-Illimani.

## Tracce
CD 1
1. Rondombe - 4:36 (M.Meriño) con Sidney Silva del gruppo Illapu
2. Negra presuntuosa - 4:53 (A.Soto) con Nano Stern
3. Arrurrú la faena - 3:48 (N.Lemus - R.Márquez) con gli Illapu
4. Juanito Laguna remonta un barrilete - 5:32 (H.Lima Quintana - Cosentino) con Alexis Venegas
5. El aparecido - 4:04 (V.Jara) con Luis Le-Bert
6. Allá viene un corazón - 2:23 (trad. del Venezuela)
7. Induce - 4:37 (J.Vasconcellos) con Joe Vasconcellos
8. Tema de amor/El surco/A la caza del ñandú - 12:55 (A.Morricone - C.Granda - M.Meriño) con Andrés Pérez

CD 2
1. La siembra - 4:21 (M.Meriño - N.Stern) con Nano Stern
2. Un café para Platón - 4:44 (F.Ubiergo) con Fernando Ubiergo
3. Señora chichera - 4:55 (trad. della Bolivia) con gli Illapu
4. Pié de cueca - 5:23 (A.Venegas) con Alexis Venegas
5. Takirari por despedida - 5:29 (N.Stern) con Nano Stern
6. A Luis Emilio Recabarren - 2:42 (V.Jara)
7. A mi ciudad - 4:50 (L.Le-Bert) con Luis Le-Bert
8. La tarde se ha puesto triste - 6:10 (R.Ferrer - P.L.Ferrer) con Sidney Silva

DVD
1. La siembra - 4:48
2. Making of - 9:07

## Formazione
- Jorge Coulón
- Juan Flores
- Christian González
- Marcelo Coulón
- César Jara
- Manuel Meriño
- Efrén Viera
- Daniel Cantillana

### Collaboratori
- Magdalena Rust - violoncello
- Alfred Newman - chitarra
- Alfonso Pérez - tecnico del suono
- Matías Munoz - regia del videoclip
- Nicole Rademacher - regia del making of
- Felipe Acevedo Menanteau - grafica e disegno di copertina